# Ramiro López (allenatore di calcio a 5)
Ramiro José López Díaz, noto semplicemente come Ramiro López (Vigo, 26 luglio 1964), è un allenatore di calcio a 5 ed ex giocatore di calcio a 5 spagnolo.

## Carriera
La sua prima esperienza di López in Italia risale al 2003, quando viene chiamato a guidare la neopromossa Luparense, fino all'esonero avvenuto a fine anno. La stagione successiva, dopo la tragica scomparsa di Corrado Roma, è richiamato sulla panchina veneta, dove rimane fino a fine stagione, venendo eliminato in semifinale play-off dalla Roma Futsal.
Nell'estate del 2005 firma con la neonata Marca Trevigiana, dove rimarrà per i successivi 5 anni (intervallati da un breve ritorno in patria all'Acesol Tucan. Con i castellani vince nella stagione 2006-07 il girone A di Serie A2, centrando la promozione diretta nella massima serie e la qualificazione ai play-off scudetto. Nei play-off la Marca ottiene un record storico, a tutt'oggi ineguagliato: è infatti la prima e unica formazione di Serie A2 a giungere fino alle semifinali, eliminando nei quarti i campioni in carica d'Italia dell'Arzignano, battuti due volte consecutive al PalaTezze di Arzignano. Nella stagione 2009-10 vince la Coppa Italia a Padova e arriva in finale scudetto (persa però in gara 3 contro il Montesilvano).
Gli anni successivi siede sulle panchine di Atiesse, Real Rieti, Orte (conquistando la promozione in A) e Al Kuwait (dove vince il campionato nazionale).
Nel 2017 torna ad allenare in massima serie, firmando con il neopromosso PesaroFano.

## Palmarès

### Competizioni nazionali
- Coppa Italia: 1

Marca: 2009-10
- Campionati di serie A2: 2

Marca: 2006-2007 (girone A)
Orte: 2014-2015 (girone A)
- Campionato del Kuwait: 1

Kuwait Club: 2016-2017